# La cometa
La cometa es un lienzo del pintor Francisco de Goya y Lucientes, conservado en el Museo del Prado de la serie de cartones para tapices.

## Análisis del cuadro
Pertenece esta pintura a una serie de cartones que realizó Goya en 1778 para la decoración del comedor de los Príncipes en el Palacio de El Pardo de Madrid. A esta serie pertenecían también los cuadros titulados Jugadores de naipes y Niños inflando una vejiga.
En esta serie de cartones, como en la de las estaciones, Goya refleja el mundo y las costumbres del pueblo de Madrid. En este caso se trata de un juego muy popular que servía de distracción a los majos de su época, el echar a volar la cometa, que realmente en el cuadro tiene poca importancia. Lo más importante son los tipos que Goya representa con gran naturalismo y realidad. El colorido es muy intenso y ayuda a destacar los detalles de los trajes de los personajes. Estos trajes y estos personajes se conocen en la actualidad como goyescos.
Esta segunda entrega de cartones la efectuó Goya el 26 de enero de 1778. Se sabe que por este cartón titulado "La cometa" pidió el pintor la cantidad de 7000 reales de vellón, que era la misma cantidad que había obtenido por otros encargos destinados a los tapices de la Real Fábrica de Santa Bárbara.